# Katra (dystrykt Gonda)
Katra – miasto w północnych Indiach w stanie Uttar Pradesh, na Nizinie Hindustańskiej.
Populacja miasta w 2001 roku wynosiła 6430 mieszkańców.